# نينجو
نينجو (بالصينية المبسطة: 宁国市؛ بالصينية التقليدية: 寧國市) هي مدينة من مدن الصين في محافظة آنهوي.